# 邯郸市第四中学
邯郸市第四中学，位于河北省邯郸市高开区英才路9号。是一所河北省省级示范性高中。成立於1945年（原稱作河北省立邯郸中学），2004年5月該校作了園校園整體搬遷。